# Mono Village
Mono Village è un insediamento abbandonato nella Contea di Mono in California. Si trova a 11 miglia (18 km) sud ovest di Bridgeport ad un'altezza di 7142 piedi, pari a 2177 m.